# Ленс Шијан
Ленс Питер Шијан (енгл. Lance Peter Sijan; IPA:  Милвоки, 13. април 1942 — Хоа Ло, 22. јануар 1968) био је официр америчког ваздухопловства и добитник медаље части као највишег одликовања у САД. Породица Сајџан (срп. Шијан) емигрирала је из Србије током Првог светског рата.

## Биографија
Ленс Шијан је рођен у Милвокију, Висконсин као најстарији од троје деце у породици Силвестера Шијана, власника ресторана и Џејн Шијан, пореклом Иркиње. Након матуре у средњој школи Bay View, уписао се у морнаричку академију у Њупорту, Роуд Ајланд, одакле је 1961. послат на ваздухопловну академију у Колорадо Спрингсу. Био је успешан спортиста и члан репрезентације академије у америчком фудбалу три године, али је у последњој години студија напустио екипу како би се посветио студијама. Након што је дипломирао 1965. завршио је летачку обуку, оспособио се за пилотирање авионом F-4 фантом II и био послат у ваздухопловну базу Да Нанг, Јужни Вијетнам.

## Последња мисија
У Вијетнаму је током мисије у ноћи 9. новембра 1967. због квара, експлодирала бомба одмах по њеном испаљивању, а самим тим је и авион доста оштећен. Пилот на првом седишту је погинуо на лицу места, а Шијан је успео да се катапултира. Ни сам се није сећао слетања у џунглу јер је био у несвести због повреда. Задобио је фрактуру лобање, смрскану десну шаку и фрактуру леве потколенице. Слетео је без комплета за преживљавање, у територију војника северног вијетнама. Други дан је чуо авионе изнад себе, укључио радио и успоставио контакт. Пошто је идентификован, послали су спасилачку јединицу по њега. Спасилачки хеликоптер је слетео на 100 метара од њега, при чему су Вијетнамци осули снажну ватру. Како је Шијан одбио да хеликоптер спусти специјалце да га понесу, не желећи да ризикује њихов живот и због снажне паљбе, хеликоптер се повукао, а Шијан је остао у џунгли. Успео је да избегне заробљавање пуних 45 дана без хране, воде и са бројним повредама кријући се од непријатеља. После 45 дана смршао је око 40 килограма и вијетнамски војници су га пронашли онесвешћеног на путу. Када је донет није му пружена медицинска помоћ, био је подвргнут мучењу али није одао никакве информације које би биле од користи непријатељу. После неког времена, успео је да савлада чувара и побегне, али је ухваћен неколико сати касније. Био је мучен, али је издржавао покушавајући да побегне. 22. јануара 1968. године преминуо је од последица мучења.